# Tournoi de tennis d'Eastbourne (WTA 1976)
Pour un article plus général, voir Tournoi de tennis d'Eastbourne.
Le tournoi de tennis d'Eastbourne est un tournoi de tennis professionnel. L'édition féminine 1976 se dispute le 14 juin 1976.
Chris Evert remporte le simple dames. En finale, elle bat Virginia Wade, décrochant à cette occasion le 59e titre de sa carrière sur le circuit WTA.

## Résultats en simple

### Tableau final
|  |               |  |   |   |  |
|  | Finale        |  |   |   |  |
|  |               |  |   |   |  |
|  |               |  |   |   |  |
|  | Chris Evert   |  | 8 | 6 |  |
|  | Chris Evert   |  | 8 | 6 |  |
|  | Virginia Wade |  | 6 | 3 |  |

## Résultats en double

### Tableau final
|  |                                 |  |  |  |  |
|  | Finale                          |  |  |  |  |
|  |                                 |  |  |  |  |
|  |                                 |  |  |  |  |
|  | Chris Evert Martina Navrátilová |  |  |  |  |
|  |                                 |  |  |  |  |
|  | Olga Morozova Virginia Wade     |  |  |  |  |